# 서울세곡초등학교
서울세곡초등학교(細谷初等學校)는 대한민국 서울특별시 구로구에 있는 공립 초등학교이다.

## 학교 연혁
| 72.09.01. | 초대 이학초 교장 취임                        |
| 72.11.01. | 개교(15학급 편성)                            |
| 74.02.05. | 제1회 졸업식(258명)                          |
| 00.03.01. | 서울시교육청 시범학교 지정                   |
| 06.03.01. | 서울시교육청 종목별(씨름) 연구학교 지정      |
| 06.06.16. | 전국소년체육대회 참가(씨름, 동메달)          |
| 07.03.01. | 좋은학교만들기 자원학교                      |
| 07.12.31. | 학교경영 우수학교 표창                       |
| 09.03.01. | 교육복지투자우선지역 지원학교 운영 지정      |
| 09.05.06. | 남부교육청 지역공동과학영재학급 개강         |
| 09.12.30. | 학력신장우수학교 교육장 표창                 |
| 09.12.30. | 청렴도 제고 우수학교 교육장 표창             |
| 10.01.07. | 교육부지정 교육복지투자우선지역 학교 선정    |
| 11.03.01. | 교육부지정 교육복지특별지원사업 지정학교     |
| 11.10.20. | 다목적강당(도담관) 개관                      |
| 12.02.14. | wee class 설치                               |
| 13.06.19. | 학생식당 및 급식실개관식                     |
| 13.12.23. | 학생식당 연결통로 개통식                     |
| 14.03.01. | 교육복지특별지원사업 6년차 운영              |
| 14.06.18. | 서울세곡초등학교병설유치원 개원식            |
| 14.12.29. | 2014 생활지도 우수학교 교육장표창            |
| 15.07.29. | 운동장 캐노피 교체 완료                      |
| 15.12.29. | 기초학력신장 우수학교 표창(교육장)           |
| 16.12.31. | 교육복지우선사업 우수학교 교육감표창         |
| 16.12.31. | 학부모회 우수기관 교육감 표창                |
| 17.12.28. | 문화예술교육활성화 우수학교 교육감 표창      |
| 18.01.26. | 도서관 리모델링 공사                         |
| 18.08.14. | 과학실 환경개선 공사                         |
| 18.08.28. | 본관 복도 천정 텍스 공사                     |
| 18.08.29. | 교실 복도 도색 공사                          |
| 18.10.09. | 교실 LED 교체 공사                           |
| 18.11.09. | 학부모회실 리모델링 공사                     |
| 18.12.05. | 교실 공기청정기 설치                         |
| 19.01.30. | 생활교육 우수학교 교육감 표창                |
| 19.02.14. | 제46회 졸업식(87명)                          |
| 19.02.28. | 사물함, 책장 교체                            |
| 19.04.08. | 돌봄교실 리모델링                            |
| 19.06.25. | 과학실 리모델링                              |
| 19.08.23. | 씨름실 샤워실 환경 개선 공사                 |
| 19.08.31. | 노후 담장 개선                               |
| 19.12.31. | 교육복지우선지원사업 우수학교 교육감 표창    |
| 20.01.30. | 기초학력신장 우수학교 교육장 표창            |
| 20.02.27. | 씨름부실 및 미화원실 환경개선 추가공사       |
| 20.08.21. | 양치대 개선공사                              |
| 20.08.31. | 특수학급 재구조화 사업                       |
| 20.09.01. | 제16대 심향순 교장 취임                      |
| 21.02.10. | 제48회 졸업식(87명)                          |
| 21.07.26. | 책걸상 교체                                  |
| 21.09.01. | 제17대 박정애 교장 취임                      |
| 21.10.30. | 운동장 스탠드, 학교 동상, 조회대 도색작업    |
| 21.12.06. | 학교 뒷뜰 및 학교 정원 전지작업              |
| 21.12.20. | SMART 미래교실 구축                          |
| 21.12.20. | 신나는 AI교실 구축                           |
| 21.12.20. | 스마트하지 교원연구실 구축                   |
| 21.12.20. | 방송실 환경개선                              |
| 21.12.31. | 교육복지우수학교 교육장 표창                 |
| 22.02.11. | 제49회 졸업식(97명)                          |
| 22.03.01. | 마을결합형 중점학교 운영                     |
| 22.08.22. | 영상 미디어 전자 도서관 개관                 |
| 22.09.01. | 예술꿈담터 구축                              |
| 22.11.04. | 교문현수막 자동 게시대 설치                  |
| 22.12.13. | 꿈을 담은 놀이터 만들기 공사 착공            |
| 22.12.26. | 외벽개선공사 착공                            |
| 22.12.26. | 내진보강공사 착공                            |
| 22.12.30. | 2022학년도 청렴우수학교 교육장 표창          |
| 22.12.30. | 2022학년도 홍보우수학교 교육장 표창          |
| 22.12.30. | 학교예술교육 활성화 유공 교육감 표창         |
| 22.12.31. | 학교예술교육 활성화 부총리겸 교육부장관 표창 |
| 23.01.17. | 장애인편의시설 공사 착공                     |
| 23.02.10. | 급식실 조리기구 환경개선                     |
| 23.02.11. | 제50회 졸업식(93명)                          |
| 23.03.01. | 지역연계중점학교 운영                        |
| 23.03.14. | 꿈을 담은 놀이터 만들기 사업                 |
| 23.04.26. | 장애인편의시설 설치                          |
| 23.05.24. | 외벽개선공사, 내진보강공사 완공              |
| 23.07.04. | 담장 및 배수로 개선 공사 완료                |
| 23.08.21. | 사랑관(본관) 내부도색 및 출입문 개선 공사    |
| 23.12.29. | 학교체육활동 우수학교 교육감 표창            |
| 23.12.31. | 꿈을 담은 놀이터 조성 우수학교 교육감 표창   |
| 23.12.31. | 문화예술교육활성화 우수학교 교육장 표창      |
| 23.12.31. | 홍보 우수학교 교육장 표창                    |
| 23.12.31. | 세곡나래 꿈담 쉼터 조성                      |
| 24.01.25. | 행복관(신관) 내부도색 및 출입문 개선         |
| 24.08.09. | 운동장 스탠드 목재데크 설치                  |
| 24.08.21. | 교실(25실) 전자칠판 설치                     |
| 24.08.22. | 본관동 및 신관동 복도 바닥재 설치            |
| 24.08.31. | 늘봄학교 교실(1실) 구축                      |

## 참고 자료
- 서울세곡초등학교 - 한국교육학술정보원 학교알리미